# Linn Gossé
Linn Gossé (* 25. Juni 1986 in Bærum, Norwegen) ist eine ehemalige norwegische Handballspielerin. Sie spielte zuletzt bei Tertnes IL in der norwegischen Eliteserien.
Gossé begann mit fünf Jahren das Handballspielen bei Vollen und schloss sich mit vierzehn Jahren Stabæk an. Im Sommer 2009 wechselte die Außenspielerin zu Tertnes IL. In der Saison 2011/12 wurde Gossé mit 127 Treffern Torschützenkönigin der Eliteserien, woraufhin sie anschließend zur Spielerin der Saison gekürt wurde. Ab der Saison 2014/15 lief sie für den dänischen Erstligisten Randers HK auf. Im Sommer 2016 wechselte Gossé zum norwegischen Zweitligisten TIF Viking, bei dem sie zusätzlich im Trainerteam der Mannschaft tätig war. Im Sommer 2019 kehrte sie zu Tertnes IL zurück. Nach der Saison 2024/25 beendete sie ihre Karriere.
Im Jahr 2005 gab Gossé ihr Debüt in der norwegischen Handballnationalmannschaft. Nach zwei Länderspielen gegen Portugal wurde sie in den folgenden Jahren nicht mehr in den Kader der norwegischen Auswahl berufen. Erst im Jahr 2012 wurde Gossé wieder in den erweiterten Kader aufgenommen und bestritt anschließend weitere Länderspiele. Sie gehörte dem norwegischen EM-Kader 2012 an. Mit Norwegen zog Gossé in das Finale ein, das jedoch Montenegro gewann.
Im Jahr 2009 gewann Gossé mit der norwegischen Beachhandball-Nationalmannschaft die Vize-Europameisterschaft.